# Kandi I
Kandi I  est un arrondissement situé dans le département de l'Alibori au Bénin. Il est placé sous juridiction administrative de la commune de Kandi.

## Histoire
Kandi I  officiellement un arrondissement le 27 mai 2013 après la délibération et l'adoption par l'assemblée nationale du Bénin en sa séance du 15 février 2013 de la loi n° 2013-O5 du 15/02/2013 portant création, organisation, attributions et fonctionnement des unités administratives  locales en République du Bénin.

## Administration
Kandi I partie des dix arrondissements que compte la commune de Kandi. Dans l'arrondissement, on dénombre 09 quartiers ou villages : Damadi, Gando-Kossikana, Dodopanin, Kéféri-Sinté, Kéféri-Hinkatè, Pèdè, Gansosso-Gbiga, Gansosso-Yissouré et Kadjèrè,.

## Population
Selon le recensement général de la population et de l'habitation (RGPH4) de l'institut national de la statistique et de l'analyse économique (INSAE) au Bénin en 2013, la population de Kandi I s'élève à 20537 habitants dont 10 092 hommes et 10 445 femmes.

## Galerie

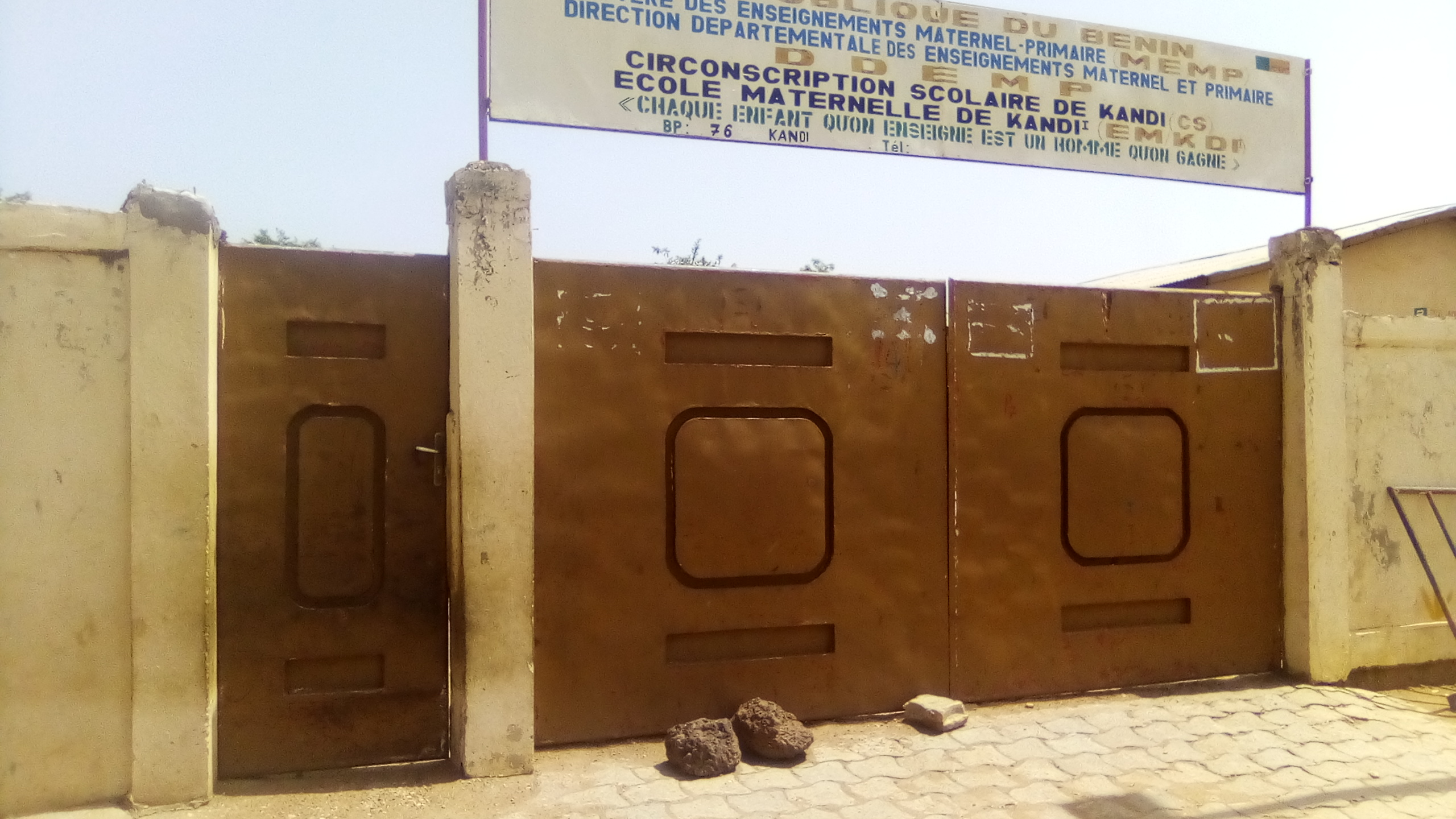
Portail de profil école maternelle de l'arrondissement de Kandi 1
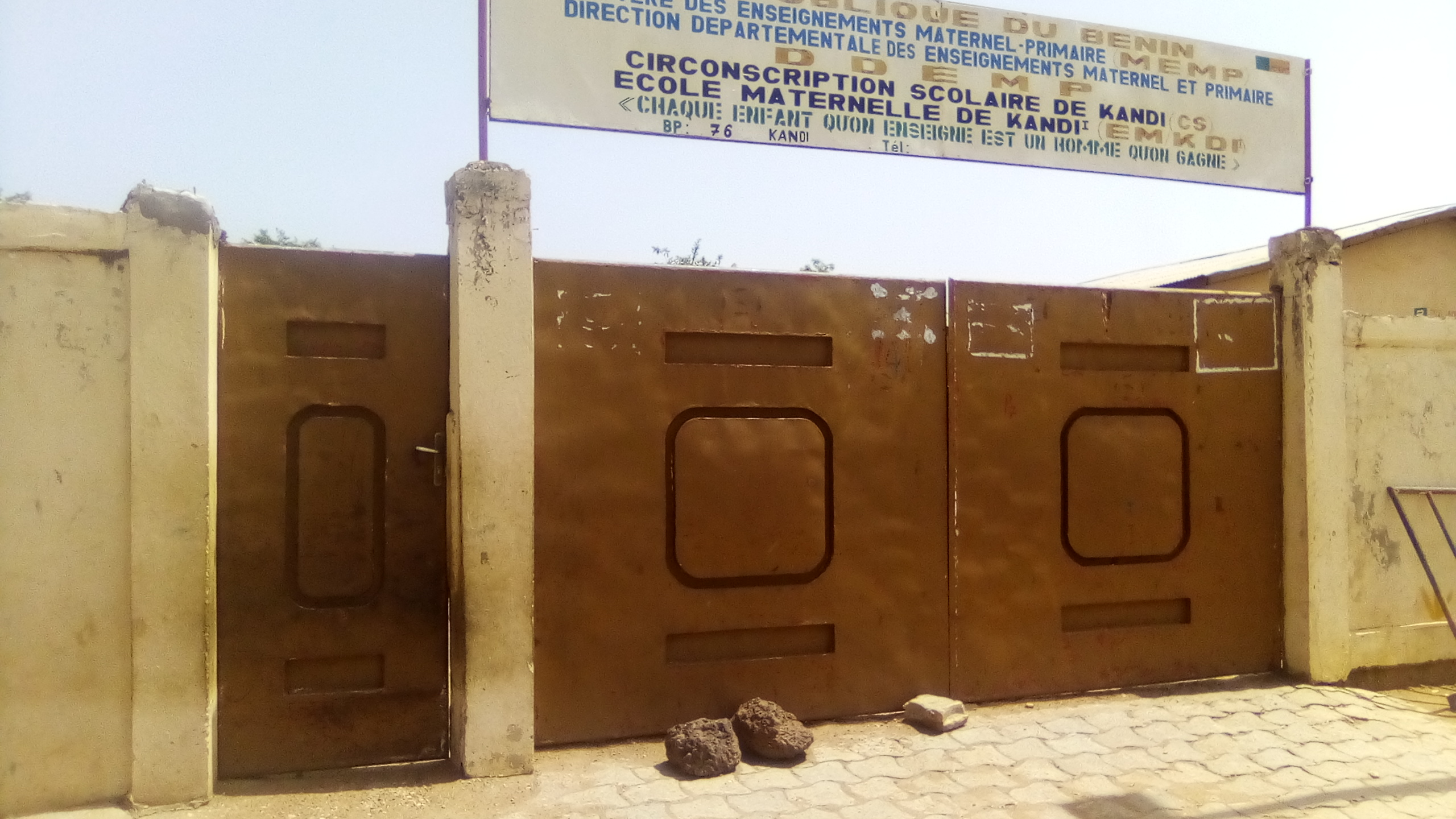
école maternelle Kandi 1
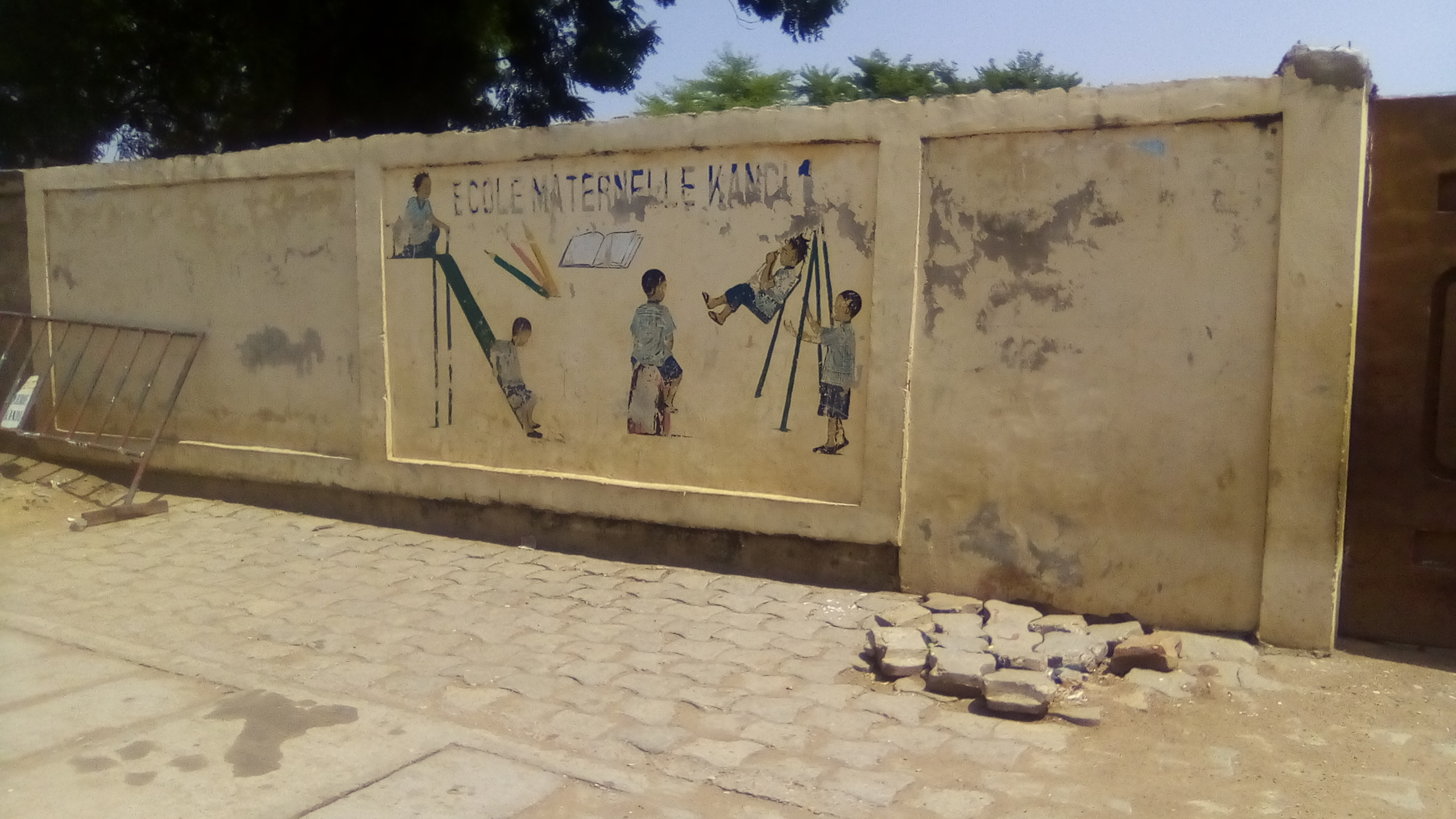
Mur de l'école maternelle de l'arrondissement de Kandi 1
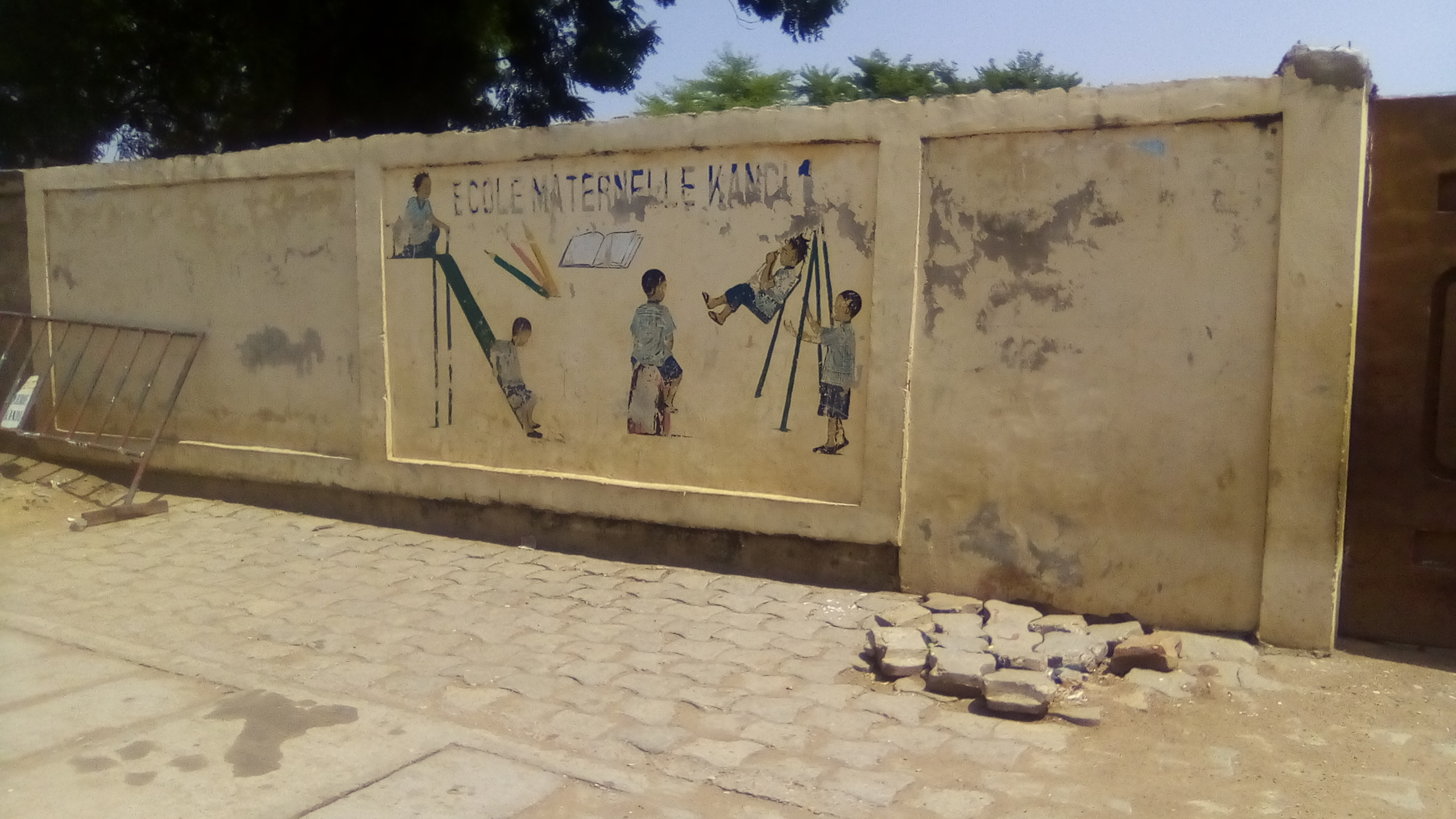
Mur école maternelle de l'arrondissement de Kandi1
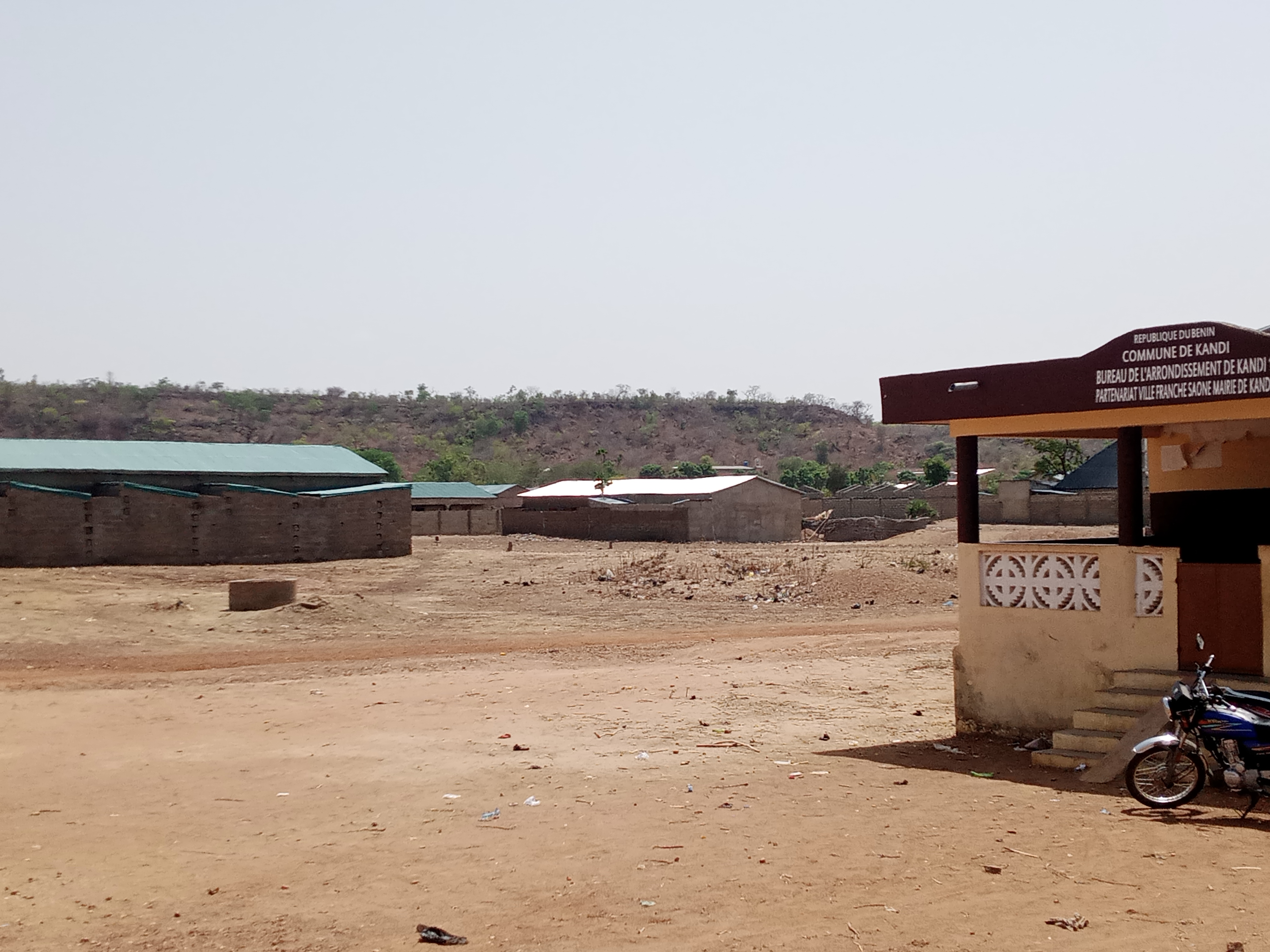
Paysage depuis le bureau d'arrondissement de Kandi 1
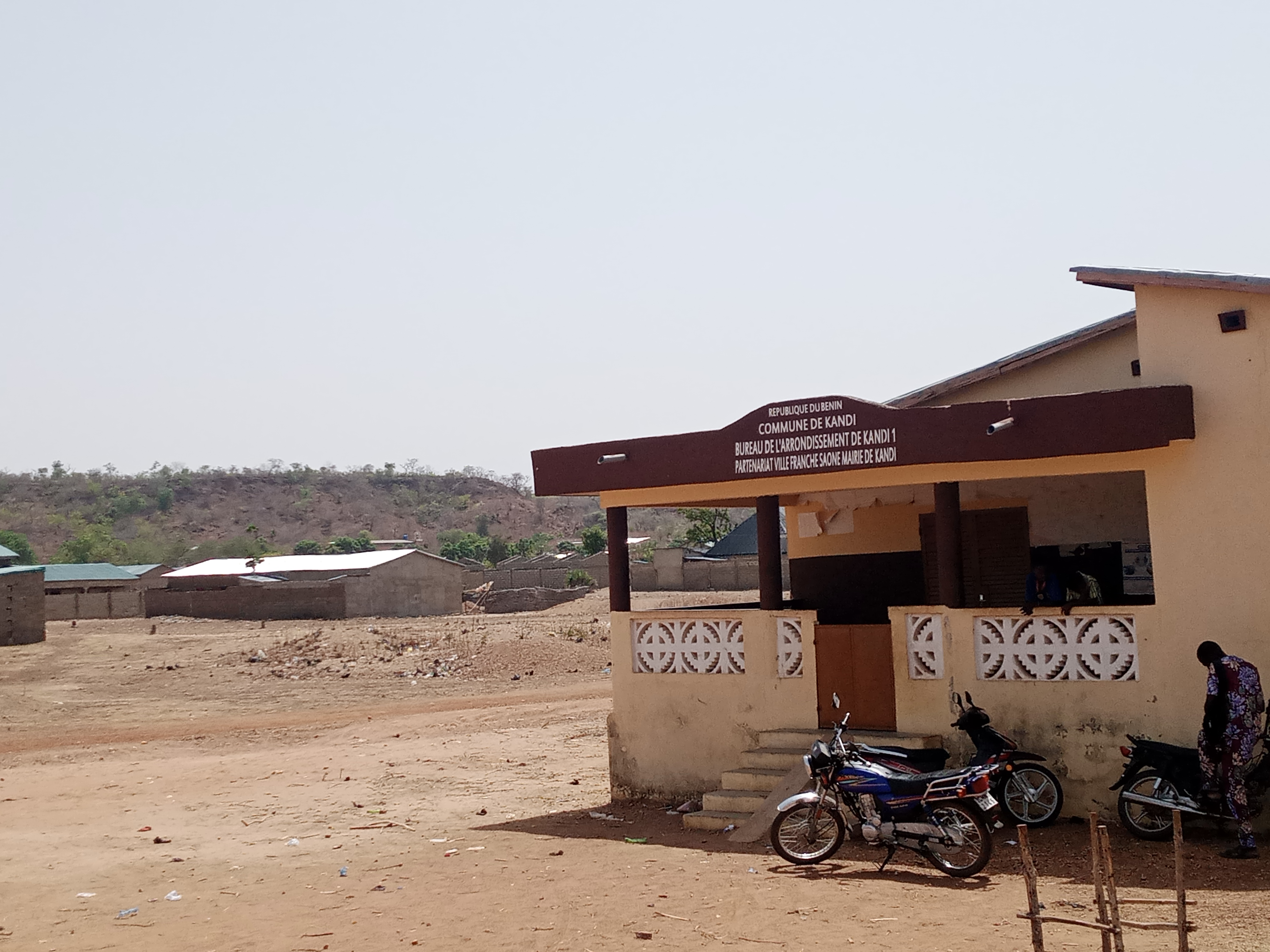
Bureau d'arrondissement